# Campeonato de Primera A 2021 (AFO)
La Primera "A" de 2021, nombrada como Onofre Zuna - Lino Zubieta, fue la 100.ª edición del principal torneo de la Asociación de Fútbol Oruro. Esta edición fue histórica ya que se pasa en el año del centenario de la principal entidad de fútbol departamental de Oruro.

## Sistema de disputa
En esta temporada, la Primera "A" de la AFO se jugó en un torneo corto, en un sistema de todos contra todos a una sola rueda. En el torneo, los tres primeros equipos se clasificaron a la Copa Simón Bolívar de este año. Además, no hubo descensos a la Primera "B" debido a la no participación de 3 de los 12 clubes que tenían derecho de jugar (Gualberto Villarroel, Ingenieros y San José "B").

## Equipos participantes

### Ascensos y descensos
Debido a la situación excepcional del año anterior donde no se disputó ningún torneo de la AFO (excepto la Tercera de Ascenso que llegó a jugarse en el inicio pero no se completó), los últimos ascensos y descensos ocurrieron en la temporada 2019.
Gualberto Villarroel e Ingenieros solicitaron permiso para no participar de esta temporada debido a temas financeros, lo que fue aceptado por AFO sin que ellos sufran cualquier punición. San José "B" no se manifestó ni se presentó en ninguna de las reuniones convocatorias de la asociación, por lo que también no disputará y corre riesgos de perder su categoría e incluso dejar de existir debido a la mala situación de la institución.
| Pos | Ascendidos a la Primera A |
| --- | ------------------------- |
| 1.º | AFIZ                      |
| 2.º | Ingenieros                |

| Pos  | Descendido a la Primera B |
| ---- | ------------------------- |
| 11.º | JCDT Bolivia              |
| Pos  | Equipos en receso         |
|      | Gualberto Villarroel      |
|      | Ingenieros                |
|      | San José "B"              |

### Información de los clubes
| Equipo                 | Ciudad  | Fecha de fundación      | Estadio                | Capacidad |
| ---------------------- | ------- | ----------------------- | ---------------------- | --------- |
| AFIZ                   | Oruro   | 1 de noviembre de 2008  | Estadio Jesús Bermúdez | 33.000    |
| Deportivo Escara       | Escara  | 1 de marzo de 1970      | Estadio Jesús Bermúdez | 33.000    |
| Deportivo Kala         | Oruro   | 24 de mayo de 1972      | Estadio Jesús Bermúdez | 33.000    |
| Deportivo Shalon       | Oruro   | 9 de mayo de 1999       | Estadio Jesús Bermúdez | 33.000    |
| Deportivo Totora       | Oruro   | 30 de abril de 1962     | Estadio Jesús Bermúdez | 33.000    |
| Empresa Minera Huanuni | Huanuni | 2 de febrero de 2012    | Estadio Manuel Flores  | 10.000    |
| Oruro Royal            | Oruro   | 26 de mayo de 1896      | Estadio Jesús Bermúdez | 33.000    |
| San Isidro             | Oruro   | 30 de noviembre de 1956 | Estadio Jesús Bermúdez | 33.000    |
| SUR-CAR                | Oruro   | 21 de marzo de 1982     | Estadio Jesús Bermúdez | 33.000    |

## Clasificación
| Pos. | Equipo                 | Pts. | PJ | G | E | P | GF | GC | Dif. | Clasificación                     |
| ---- | ---------------------- | ---- | -- | - | - | - | -- | -- | ---- | --------------------------------- |
| 1    | Deportivo Shalon       | 20   | 8  | 6 | 2 | 0 | 16 | 5  | +11  | Campeón y Copa Simón Bolívar 2021 |
| 2    | Empresa Minera Huanuni | 18   | 8  | 6 | 0 | 2 | 23 | 10 | +13  | Copa Simón Bolívar 2021           |
| 3    | SUR-CAR                | 16   | 8  | 5 | 1 | 2 | 29 | 11 | +18  | Copa Simón Bolívar 2021           |
| 4    | Oruro Royal            | 15   | 8  | 5 | 0 | 3 | 22 | 10 | +12  |                                   |
| 5    | AFIZ                   | 10   | 8  | 3 | 1 | 4 | 10 | 24 | −14  |                                   |
| 6    | Deportivo Escara       | 9    | 8  | 3 | 0 | 5 | 13 | 15 | −2   |                                   |
| 7    | Deportivo Totora       | 8    | 8  | 2 | 2 | 4 | 10 | 16 | −6   |                                   |
| 8    | San Isidro             | 5    | 8  | 1 | 2 | 5 | 11 | 20 | −9   |                                   |
| 9    | Deportivo Kala         | 2    | 8  | 0 | 2 | 6 | 14 | 37 | −23  |                                   |

 Fuente: AFO

## Resultados
OBS: Los horarios corresponden al huso horario que rige a Bolivia (UTC-4).
| Fecha 1          | Fecha 1   | Fecha 1                | Fecha 1        | Fecha 1   | Fecha 1 | Fecha 1 |
| Local            | Resultado | Visitante              | Estadio        | Fecha     | Hora    |         |
| ---------------- | --------- | ---------------------- | -------------- | --------- | ------- | ------- |
| Deportivo Escara | 0 - 1     | Deportivo Totora       | Jesús Bermúdez | 1 de mayo | 13:20   |         |
| A.F.I.Z.         | 1 - 3     | Empresa Minera Huanuni | Jesús Bermúdez | 1 de mayo | 15:30   |         |
| Deportivo Shalon | 1 - 1     | Deportivo Kala         | Jesús Bermúdez | 2 de mayo | 13:30   |         |
| San Isidro       | 2 - 1     | Oruro Royal            | Jesús Bermúdez | 2 de mayo | 15:30   |         |
| Libre: SUR-CAR   |           |                        |                |           |         |         |

| Fecha 2                | Fecha 2   | Fecha 2          | Fecha 2        | Fecha 2   | Fecha 2 | Fecha 2 |
| Local                  | Resultado | Visitante        | Estadio        | Fecha     | Hora    |         |
| ---------------------- | --------- | ---------------- | -------------- | --------- | ------- | ------- |
| SUR-CAR                | 3 - 2     | Deportivo Escara | Jesber "C"     | 9 de mayo | 8:20    |         |
| Deportivo Totora       | 0 - 0     | AFIZ             | Jesber "C"     | 9 de mayo | 10:30   |         |
| Deportivo Kala         | 3 - 3     | San Isidro       | Jesús Bermúdez | 9 de mayo | 13:20   |         |
| Empresa Minera Huanuni | 1 - 3     | Deportivo Shalon | Jesús Bermúdez | 9 de mayo | 15:30   |         |
| Libre: Oruro Royal     |           |                  |                |           |         |         |

| Fecha 3                 | Fecha 3   | Fecha 3                | Fecha 3        | Fecha 3     | Fecha 3 | Fecha 3 |
| Local                   | Resultado | Visitante              | Estadio        | Fecha       | Hora    |         |
| ----------------------- | --------- | ---------------------- | -------------- | ----------- | ------- | ------- |
| Oruro Royal             | 3 - 1     | Deportivo Kala         | Jesber "C"     | 8 de agosto | 8:20    |         |
| AFIZ                    | 0 - 5     | SUR-CAR                | Jesber "C"     | 8 de agosto | 10:30   |         |
| San Isidro              | 0 - 3     | Empresa Minera Huanuni | Jesús Bermúdez | 8 de agosto | 13:20   |         |
| Deportivo Shalon        | 3 - 1     | Deportivo Totora       | Jesús Bermúdez | 8 de agosto | 15:30   |         |
| Libre: Deportivo Escara |           |                        |                |             |         |         |

| Fecha 4                | Fecha 4   | Fecha 4          | Fecha 4            | Fecha 4      | Fecha 4 | Fecha 4 |
| Local                  | Resultado | Visitante        | Estadio            | Fecha        | Hora    |         |
| ---------------------- | --------- | ---------------- | ------------------ | ------------ | ------- | ------- |
| Deportivo Escara       | 2 - 3     | AFIZ             | Jesber "C"         | 11 de agosto | 8:50    |         |
| Deportivo Totora       | 1 - 1     | San Isidro       | Jesber "C"         | 11 de agosto | 10:30   |         |
| Empresa Minera Huanuni | 3 - 1     | Oruro Royal      | Cancha Oruro Royal | 11 de agosto | 13:20   |         |
| SUR-CAR                | 1 - 1     | Deportivo Shalon | Cancha Oruro Royal | 11 de agosto | 15:30   |         |
| Libre: Deportivo Kala  |           |                  |                    |              |         |         |

| Fecha 5          | Fecha 5   | Fecha 5                | Fecha 5        | Fecha 5      | Fecha 5 | Fecha 5 |
| Local            | Resultado | Visitante              | Estadio        | Fecha        | Hora    |         |
| ---------------- | --------- | ---------------------- | -------------- | ------------ | ------- | ------- |
| Oruro Royal      | 2 - 1     | Deportivo Totora       | Jesber "C"     | 15 de agosto | 8:50    |         |
| Deportivo Shalon | 2 - 0     | Deportivo Escara       | Jesber "C"     | 15 de agosto | 10:30   |         |
| Deportivo Kala   | 3 - 8     | Empresa Minera Huanuni | Jesús Bermúdez | 15 de agosto | 13:20   |         |
| San Isidro       | 1 - 4     | SUR-CAR                | Jesús Bermúdez | 15 de agosto | 15:30   |         |
| Libre: AFIZ      |           |                        |                |              |         |         |

| Fecha 6                       | Fecha 6   | Fecha 6          | Fecha 6           | Fecha 6      | Fecha 6 | Fecha 6 |
| Local                         | Resultado | Visitante        | Estadio           | Fecha        | Hora    |         |
| ----------------------------- | --------- | ---------------- | ----------------- | ------------ | ------- | ------- |
| Deportivo Escara              | 3 - 2     | San Isidro       | Cancha Jesber "C" | 18 de agosto | 8:50    |         |
| Deportivo Totora              | 6 - 2     | Deportivo Kala   | Cancha Jesber "C" | 18 de agosto | 10:30   |         |
| AFIZ                          | 0 - 2     | Deportivo Shalon | Jesús Bermúdez    | 18 de agosto | 13:20   |         |
| SUR-CAR                       | 0 - 3     | Oruro Royal      | Jesús Bermúdez    | 18 de agosto | 15:30   |         |
| Libre: Empresa Minera Huanuni |           |                  |                   |              |         |         |

| Fecha 7                 | Fecha 7   | Fecha 7          | Fecha 7           | Fecha 7      | Fecha 7 | Fecha 7 |
| Local                   | Resultado | Visitante        | Estadio           | Fecha        | Hora    |         |
| ----------------------- | --------- | ---------------- | ----------------- | ------------ | ------- | ------- |
| San Isidro              | 1 - 3     | AFIZ             | Cancha Jesber "C" | 22 de agosto | 8:50    |         |
| Deportivo Kala          | 2 - 10    | SUR-CAR          | Cancha Jesber "C" | 22 de agosto | 10:30   |         |
| Oruro Royal             | 2 - 1     | Deportivo Escara | Jesús Bermúdez    | 22 de agosto | 13:20   |         |
| Empresa Minera Huanuni  | 2 - 0     | Deportivo Totora | Jesús Bermúdez    | 22 de agosto | 15:30   |         |
| Libre: Deportivo Shalón |           |                  |                   |              |         |         |

| Fecha 8                 | Fecha 8   | Fecha 8                | Fecha 8           | Fecha 8      | Fecha 8 | Fecha 8 |
| Local                   | Resultado | Visitante              | Estadio           | Fecha        | Hora    |         |
| ----------------------- | --------- | ---------------------- | ----------------- | ------------ | ------- | ------- |
| SUR-CAR                 | 0 - 2     | Empresa Minera Huanuni | Jesús Bermúdez    | 25 de agosto | 15:30   |         |
| Deportivo Escara        | 3 - 1     | Deportivo Kala         | Cancha Jesber "C" | 25 de agosto | 08:50   |         |
| AFIZ                    | 0 - 10    | Oruro Royal            | Jesús Bermúdez    | 25 de agosto | 13:30   |         |
| Deportivo Shalón        | 2 - 1     | San Isidro             | Cancha Jesber "C" | 25 de agosto | 10:50   |         |
| Libre: Deportivo Totora |           |                        |                   |              |         |         |

| Fecha 9                | Fecha 9   | Fecha 9          | Fecha 9           | Fecha 9      | Fecha 9 | Fecha 9 |
| Local                  | Resultado | Visitante        | Estadio           | Fecha        | Hora    |         |
| ---------------------- | --------- | ---------------- | ----------------- | ------------ | ------- | ------- |
| Deportivo Kala         | 1 - 3     | AFIZ             | Cancha Jesber "C" | 29 de agosto | 08:50   |         |
| Deportivo Totora       | 0 - 6     | SUR-CAR          | Cancha Jesber "C" | 29 de agosto | 10:30   |         |
| Empresa Minera Huanuni | 1 - 2     | Deportivo Escara | Jesús Bermúdez    | 29 de agosto | 13:20   |         |
| Oruro Royal            | 0 - 2     | Deportivo Shalon | Jesús Bermúdez    | 29 de agosto | 15:30   |         |
| Libre: San Isidro      |           |                  |                   |              |         |         |

### Premiación
|                                        |
| Deportivo Shalón Campeón (1.er título) |

|                                   |                      |
| Empresa Minera Huanuni Subcampeón | SUR-CAR Tercer lugar |

## Estadísticas

### Máximos goleadores
| Pos. | Jugador                | Goles | Club             |
| ---- | ---------------------- | ----- | ---------------- |
| 1    | Alexis Bravo           | 9     | Sur-Car          |
| 2    | Aldo Velasco           | 8     | Sur-Car          |
| =    | Kevin Ferreira         | 8     | Oruro Royal Club |
| =    | Yerson David Gutiérrez | 8     | Deportivo Shalón |
| 5    | Víctor Cabral          | 6     | E. M. Huanuni    |
| =    | Miguel Hurtado         | 6     | Deportivo Escara |
| 7    | Oseas Mendieta         | 5     | Sur-Car          |
| 8    | Ronaldo Martínez       | 4     | Deportivo Kala   |
| 9    | Fernando Aguilar       | 3     | San Isidro       |
| =    | Harol Calle            | 3     | Oruro Royal Club |
| =    | Josué de Souza         | 3     | E. M. Huanuni    |
| =    | Joaõ Vinicius          | 3     | Oruro Royal Club |
| =    | Bryan Puma             | 3     | Deportivo Escara |